# Зантедеския
Зантедеския (лат. Zantedeschia) — род многолетних травянистых растений семейства Ароидные (Araceae). Некоторые виды этого рода — популярные декоративные растения, при продаже обычно называемые «каллами»; их выращивают на срезку, а также как горшочные культуры.

## Название
Название роду было дано немецким ботаником Куртом Шпренгелем (1766—1833) в честь итальянского ботаника Джованни Зантедески (1773—1846).
В разных справочниках растения данного рода именуют по-разному: зантедесхия, зантедешия, зантедеския, цантедесхия, цантедеския. Также их часто называют белокрыльниками, аронниками, каллами, поскольку многие виды, сейчас включаемые в род Зантедеския, ранее включались в другие роды того же семейства — Белокрыльник (Calla) и Аронник (Arum). В 1753 году в первом издании Species plantarum Линней включил в род Calla два вида — Calla palustris (Белокрыльник болотный) и Calla aethiopica (сейчас правильным названием этого вида считается Zantedeschia aethiopica Spreng., 1826). Позже некоторые другие виды из рода Зантедеския также рассматривались различными авторами в составе рода Calla, например, Zantedeschia elliottiana Engl. [syn. Calla elliottiana W.Watson]. Многие декоративные виды ароидных, выращиваемые на срезку и как горшочные культуры, до сих пор называются в садоводстве и коммерции «каллами». В основном это название применяют к поступающим в продажу по всему миру растениям из южноафриканского рода Зантедеския (Zantedeschia) — особенно к зантедескии эфиопской (Zantedeschia aethiopica) и зантедескии Эллиотта (Zantedeschia elliottiana). Более того, иногда в научной и другой литературе «Белокрыльник» и «Калла» указывается в качестве русского названия рода Зантедеския, для растения «зантедексия эфиопская» используется название «Белокрыльник эфиопский» или «Калла», а для «зантедескии Эллиотта» используется название «Белокрыльник Эллиотта».

## Ботаническое описание
Многолетние травянистые растения 1—2,5 м высотой.
Листья прикорневые, крупные, 15—45 см длиной и до 20 см шириной, щитовидно-сердцевидные, у основания сердцевидно-копьевидные, тёмно-зелёные. Черешок длинный, 15—30 см длиной.
Соцветие — початок, жёлтое, на длинной стрелке, 50—80 см длиной. Покрывало крупное, трубчатое, расширяющееся кверху, белое, жёлтое или розовое.

## Распространение
Встречаются в Африке, от Нигерии до Танзании и в Южной Африке.

## Фитотоксичность
Каллы не обладают нефротоксическими свойствами. Стебель и листья содержат два фитотоксина, а именно рафиды оксалата кальция и протеолитические ферменты, которые выделяются растением при повреждении. Рафиды являются физическим раздражителем для ротовой полости и пищевода, а протеолитические ферменты вызывают высвобождение медиаторов воспаления, включая гистамин. 
Токсикоз от каллы зарегистрирован у собак и кошек, которые кажутся особенно восприимчивыми, но может возникнуть у любого вида. В литературе существуют противоречия между настоящими лилиями и каллами в отношении восприимчивости кошек и нефротоксичности. Поэтому нет доказательств того, что кошки более восприимчивы к каллам, чем другие виды. 
Клинические признаки проявляются в течение 2 часов после воздействия и включают гиперемию и отек ротовой полости, гиперсаливацию, анорексию, угнетенное психическое состояние и другие желудочно-кишечные симптомы, такие как рвота, диарея и боль в животе; кожное воздействие может вызвать дерматит. 

## Практическое использование
Выращиваются в оранжереях как декоративно-цветочные растения, вполне пригодные и для выращивания в комнатах. Размножают семенами, но главным образом вегетативно — делением куста.
Растения рода ядовиты из-за содержания оксалата кальция. Ядовиты все части растений. При попадании сока на слизистые оболочки сразу появляется боль и раздражение, при попадании в рот — отёк (опухание) языка, полости рта и горла. Возможны тошнота, рвота, слюнотечение, диарея, учащенное сердцебиение, судороги. Попадание на кожу может вызвать контактный дерматит. Несмотря на это у некоторых видов листья употребляют в пищу.

## Виды
В роду восемь видов:
- Zantedeschia aethiopica (L.) Spreng. typus[9] — Зантедеския эфиопская [syn.  Calla aethiopica L. — Белокрыльник эфиопский]. В коммерческом садоводстве под названием «калла» чаще всего подразумевается именно этот вид.
- Zantedeschia albomaculata (Hook.) Baill.
- Zantedeschia elliottiana (W.Watson) Engl. — Зантедеския Эллиотта [syn.  Calla elliottiana (W.Watson) Knigt — Белокрыльник Эллиотта]
- Zantedeschia jucunda Letty
- Zantedeschia odorata P.L.Perry
- Zantedeschia pentlandii (R.Whyte ex W.Watson) Wittm.
- Zantedeschia rehmannii Engl. — Зантедеския Ремана
- Zantedeschia valida (Letty) Y.Singh